# Нильпотентный идеал
Нильпотентный идеал — идеал {\displaystyle I} кольца {\displaystyle R}, для которого существует натуральное число {\displaystyle k}, такое, что {\displaystyle I^{k}=0} ({\displaystyle I^{k}} — аддитивная подгруппа, порождённая множеством всех произведений из {\displaystyle k} элементов идеала {\displaystyle I}, то есть идеал нильпотентен тогда и только тогда, когда существует натуральное число {\displaystyle k}, такое, что произведение любых {\displaystyle k} элементов идеала {\displaystyle I} равно 0. Наибольший интерес понятие нильпотентного идеала представляет для случая некоммутативных колец.
В кольце {\displaystyle \mathbb {Z} _{p^{n}}} вычетов по модулю {\displaystyle p^{n}}, где {\displaystyle p} — некоторое простое число, все идеалы, отличные от самого кольца, нильпотентны. В кольце верхнетреугольных матриц над некоторым полем матрицы, у которых на главной диагонали стоят нули, образуют нильпотентный идеал.
Любой элемент нильпотентного идеала нильпотентен. В коммутативном кольце любой нильпотентный элемент содержится в некотором нильпотентном идеале, например, в главном идеале, порожденном этим элементом. В некоммутативном кольце могут существовать нильпотентные элементы, не содержащиеся ни в одном нильпотентном идеале (и даже ниль-идеале).
В конечномерной алгебре Ли {\displaystyle g} существует максимальный нильпотентный идеал, состоящий из элементов {\displaystyle x\in g}, для которых эндоморфизм {\displaystyle y\to [x,y]} для {\displaystyle y\in g} нильпотентен.

## Связь с ниль-идеалами
Всякий нильпотентный идеал является ниль-идеалом, обратное в общем случае неверно, однако в некоторых классах эти понятия совпадают. Ниль-идеал не обязательно нильпотентен по нескольким причинам: во-первых, может не быть глобальной верхней границы экспоненты для обнуления различных элементов ниль-идеала, а во-вторых, каждый элемент, будучи нильпотентным, не обязательно даст нулевое произведение при умножении различных элементов.
В правом артиновом кольце любой ниль-идеал является нильпотентным. Это подтверждается следующим наблюдением: любой ниль-идеал содержится в радикале Джекобсона кольца, а из факта, что радикал Джекобсона является нильпотентным идеалом (вследствие гипотезы Артина), следует требуемое утверждение. Фактически это утверждение можно обобщить до правых нётеровых колец, этот результат известен как теорема Левицкого.